# Scarecrow Pump
Scarecrow Pump je americký němý film z roku 1904. Režisérem je Edwin S. Porter (1870–1941). Film trvá necelé dvě minuty.

## Děj
Film zachycuje chlapce, jak si z ruční pumpy vyrobí strašáka, aby mohl vyděsit opilého známého, až půjde kolem. Kluk se schová do sudu, ale přicházející ožralec se jeho výtvoru nezalekne. Alkoholik je strašákem tak zaujat, že mu podá ruku, čímž na hocha spustí vodu.